# 硝酸1,3-ジメチルイミダゾリウム
硝酸1,3-ジメチルイミダゾリウム（英: 1,3-Dimethylimidazolium Nitrate、[DMIM][NO3]）は、イミダゾール系のイオン液体に分類される溶媒である。硝酸1,3-ジメチルイミダゾリウムは、2つの窒素原子と3つの炭素原子から構成される5員環の芳香族カチオンであり、それぞれ窒素原子の1位と3位にメチル基が置換している。硝酸アニオンは、1つの窒素原子と3つの酸素原子によって特徴づけられる多原子イオン種である。
この化合物は速く、しばしば制御不能な化学分解を示すため、その熱力学的特性は利用できず、融点や分解温度のような限られたデータしか得られていない。よって、熱分解の速度論を推測するために、示差走査熱量測定（DSC）および熱重量分析（TGA）が実施されている。また、水との相互作用の一部を調べるために、計算手法が用いられている。